# اروین کومان
اروین کومان (هلندی: Erwin Koeman؛ زادهٔ ۲۰ سپتامبر ۱۹۶۱) بازیکن سابق و مربی فوتبال اهل هلند است.

## باشگاهی
از باشگاه‌هایی که در آن بازی کرده‌است می‌توان به باشگاه فوتبال پی‌اس‌وی آیندهوون، باشگاه فوتبال خرونینگن و باشگاه فوتبال مشلان اشاره کرد.